# Georg Ludwig Pilar von Pilchau
Georg Ludwig Pilar von Pilchau (rusko Егор Максимович Пиллар), ruski general baltsko-nemškega rodu, * 1767, † 1830.
Bil je eden izmed pomembnejših generalov, ki so se borili med Napoleonovo invazijo na Rusijo; posledično je bil njegov portret dodan v Vojaško galerijo Zimskega dvorca.

## Življenje
5. maja 1780 je vstopil v artilerijo; 13. marca 1785 je bil povišan v podporočnika ter bil dodeljen Narvaškemu pehotnemu polku. 18. marca 1788 je bil premeščen v Viborški pehotni polk, s katerim se je udeležil rusko-švedske vojne (1789-90) ter italijansko-švicarske kampanje. 27. marca 1803 je bil imenovan za poveljnika Viborškega mušketirskega polka; s polkom se je udeležil bojev proti Francozom (1805 in 1806-07). 23. aprila 1806 je bil povišan v polkovnika.
21. januarja 1809 je postal poveljnik Vilenskega mušketirskega polka; 19. oktobra 1810 je bil polk preoblikovan v 34. lovski polk. Istega leta je bil imenovan za poveljnika lovske brigade 4. pehotne divizije. Udeležil se je bitke pri Borodinu; zaradi zaslug je bil 21. novembra 1812 povišan v generalmajorja. 
Upokojen je bil 8. februarja 1817.